# Slip of the Tongue
Slip of the Tongue osmi je studijski album engleskog hard rock sastava Whitesnake, objavljen 1989. godine. Na albumu gitare svira čuveni Steve Vai.

## Popis pjesama
1. "Slip Of The Tongue" (David Coverdale/Adrian Vandenberg) – 5:20
2. "Cheap An' Nasty" (Coverdale/Vandenberg) – 3:28
3. "Fool For Your Loving" (Coverdale/Marsden/Moody)– 4:10
4. "Now You're Gone" (Coverdale/Vandenberg) – 4:11
5. "Kittens Got Claws" (Coverdale/Vandenberg) – 5:00
6. "Wings Of The Storm" (Coverdale/Vandenberg) – 5:00
7. "The Deeper The Love" (Coverdale/Vandenberg) – 4:22
8. "Judgment Day" (Coverdale/Vandenberg) – 5:15
9. "Slow Poke Music" (Coverdale/Vandenberg) – 3:59
10. "Sailing Ships" (Coverdale/Vandenberg) – 6:02

## Osoblje
Whitesnake
- David Coverdale – vokali
- Steve Vai – prva gitara, ritam gitara, akustična gitara
- Rudy Sarzo – bas-gitara
- Tommy Aldridge – bubnjevi

Ostalo osoblje
- Keith Olsen - produciranje, miksanje
- Mike Clink - produciranje, miksanje
- Greg Fulginiti - mastering

## Vanjske poveznice
- Službene stranice Whitesnakea  Arhivirana inačica izvorne stranice od 10. veljače 2007. (Wayback Machine)